# 猫头鹰布布
《猫头鹰布布》（葡萄牙語：Bubu e as Corujinhas）是由UP! Content co.和Plot Kids制作的巴西动画系列，于2018年1月在拉美迪士尼频道和迪士尼少儿频道播放。

## 剧情
卡通是名叫布布（Bubu）、比尔（Biel）和邦尼（Bonie）的小猫头鹰、喜欢在森林里学习新事物。布布聪明、比尔超级智能和邦尼、妹妹、仍在学习说话。在自然、团伙经历了几次冒险，认识滑稽的动物。

## 角色
- 布布（Bubu，配音：克拉丽斯·埃斯平多拉）：主角，紫色雌性猫头鹰。
- 比尔（Biel，配音：卢西亚娜·拉曼西尼）：黄色雄性猫头鹰。
- 邦尼（Bonie，配音：克拉丽斯·埃斯平多拉）：粉红色雌性猫头鹰，是布布和比尔的妹妹。
- 猫头鹰妈妈（Mamãe Coruja，配音：玛莉安娜·伊丽莎白斯基）：粉红色雌性猫头鹰。
- 猫头鹰爸爸（Papai Coruja，配音：塞萨尔·马尔凯蒂）：蓝色雄性猫头鹰。
- 猫头鹰奶奶（Vovó Coruja）：粉红色和白色雌性猫头鹰。
- 猫头鹰爷爷（Vovô Coruja）：绿色和浅灰色雄性猫头鹰。